# Корычева, Лариса Алексеевна
Лариса Алексеевна Корычева (род. 1 февраля 1950) — советская спортсменка, специализация — парашютный спорт.

## Биография
Окончила Ивановское художественное училище. Воспитанница Ивановского авиаклуба.
Мастер спорта СССР (1971). Мастер спорта СССР международного класса (1978). Заслуженный мастер спорта СССР (1983).
За время спортивной карьеры завоевала 74 золотых, 35 серебряных и 18 бронзовых медалей (127 наград). Установила 39 мировых и всесоюзных рекордов.
Четырехкратная чемпионка мира. Абсолютная чемпионка мира 1982 года (седьмая абсолютная чемпионка по парашютному спорту в СССР, единственная — в Иванове).
Трехкратная абсолютная чемпионка СССР и Спартакиады народов СССР. Кавалер ордена «Знак Почёта».
Воспитала сына (род. в 1977 г.).